# Next Generation ATP Finals 2018
Les Next Generation ATP Finals 2018 sont la 2e édition des Next Gen ATP Finals, qui réunit les sept meilleurs espoirs du tennis mondial ainsi qu'un wild-card (21 ans et moins) et se fonde sur le même modèle que le Masters de fin d'année. Il ne rapporte aucun point ATP.
La compétition se déroule dans le Fiera Milano à Milan.

## Primes
| Tour                             | Prime                                                 |
| -------------------------------- | ----------------------------------------------------- |
| Cumul pour le vainqueur invaincu | 407 000 $ + (24 000 $ en bonus au vainqueur invaincu) |
| Pour la victoire en finale       | 235 000 $                                             |
| Pour la victoire en demi-finale  | 130 000 $                                             |
| Pour le joueur classé au 3e rang | 78 000 $                                              |
| Pour le joueur classé au 4e rang | 52 000 $                                              |
| Pour chaque match de poule gagné | 32 000 $                                              |
| Pour chaque participant          | 52 000 $                                              |
| Pour chaque remplaçant           | 16 000 $                                              |

## Faits marquants

### Avant le tournoi
L'Allemand Alexander Zverev, qualifié pour les ATP Finals de Londres (qu'il gagnera), et le Canadien Denis Shapovalov, 1er et 3e au classement ATP Race Next Gen, déclarent forfait, laissant leur place à l'Espagnol Jaume Munar et au Polonais Hubert Hurkacz.

## Résultats en simple

### Participants
| Ordre de qualification | Classement ATP Race Next Gen | Meilleure performance | Joueur             | Résultat | Âge |
| ---------------------- | ---------------------------- | --------------------- | ------------------ | -------- | --- |
| 1                      | 1                            | -                     | Alexander Zverev   | Forfait  | 21  |
| 2                      | 2                            | -                     | Stéfanos Tsitsipás | Victoire | 20  |
| 3                      | 3                            | RR (1)                | Denis Shapovalov   | Forfait  | 19  |
| 4                      | 4                            | -                     | Alex De Minaur     | Finale   | 19  |
| 5                      | 5                            | -                     | Frances Tiafoe     | Poules   | 20  |
| 6                      | 6                            | -                     | Taylor Fritz       | Poules   | 21  |
| 7                      | 7                            | F (1)                 | Andrey Rublev      | 3e       | 21  |
| 8                      | 8                            | -                     | Jaume Munar        | 4e       | 21  |
| 9                      | 9                            | -                     | Hubert Hurkacz     | Poules   | 21  |
| 10/Q                   | 114                          | -                     | Liam Caruana       | Poules   | 20  |

### Remplaçants
| Classement ATP Race Next Gen | Joueur       | Résultat | Âge |
| ---------------------------- | ------------ | -------- | --- |
| 10                           | Ugo Humbert  | —        | 20  |
| 11                           | Michael Mmoh | —        | 20  |

### Confrontations avant le Masters
| Joueur             | ST    | ADM   | FT    | TF    | AR    | JM    | HH    | LC    | Total V/D | % victoires |
| ------------------ | ----- | ----- | ----- | ----- | ----- | ----- | ----- | ----- | --------- | ----------- |
| Stéfanos Tsitsipás |       | 1 - 0 | 1 - 0 | 0 - 0 | 0 - 1 | 0 - 0 | 0 - 0 | 1 - 0 | 3/1       | 75 %        |
| Alex De Minaur     | 0 - 1 |       | 1 - 0 | 0 - 0 | 0 - 0 | 0 - 0 | 0 - 0 | 0 - 0 | 1/1       | 50 %        |
| Frances Tiafoe     | 0 - 1 | 0 - 1 |       | 1 - 1 | 0 - 0 | 0 - 0 | 1 - 0 | 0 - 0 | 2/3       | 40 %        |
| Taylor Fritz       | 0 - 0 | 0 - 0 | 1 - 1 |       | 1 - 0 | 0 - 0 | 0 - 0 | 0 - 0 | 2/1       | 66 %        |
| Andrey Rublev      | 1 - 0 | 0 - 0 | 0 - 0 | 0 - 1 |       | 0 - 1 | 0 - 0 | 0 - 0 | 1/2       | 33 %        |
| Jaume Munar        | 0 - 0 | 0 - 0 | 0 - 0 | 0 - 0 | 1 - 0 |       | 0 - 0 | 0 - 0 | 1/0       | 100 %       |
| Hubert Hurkacz     | 0 - 0 | 0 - 0 | 0 - 1 | 0 - 0 | 0 - 0 | 0 - 0 |       | 0 - 0 | 0/1       | 0 %         |
| Liam Caruana       | 0 - 1 | 0 - 0 | 0 - 0 | 0 - 0 | 0 - 0 | 0 - 0 | 0 - 0 |       | 0/1       | 0 %         |

### Phase de poules

#### Groupe 1
- Stéfanos Tsitsipás  (no 1)
- Frances Tiafoe (no 3)
- Jaume Munar (no 6)
- Hubert Hurkacz (no 7)

##### Résultats
| Date        | Vainqueur          | Vaincu         | Score                    | Durée      |
| ----------- | ------------------ | -------------- | ------------------------ | ---------- |
| 6 nov. 2018 | Stéfanos Tsitsipás | Jaume Munar    | 4-35, 4-33, 34-4, 4-2    | 1 h 52 min |
| 6 nov. 2018 | Frances Tiafoe     | Hubert Hurkacz | 4-1, 4-2, 2-4, 4-310     | 1 h 22 min |
| 7 nov. 2018 | Hubert Hurkacz     | Jaume Munar    | 4-2, 4-2, 2-4, 35-4, 4-1 | 2 h 4 min  |
| 7 nov. 2018 | Stéfanos Tsitsipás | Frances Tiafoe | 4-33, 4-35, 4-2          | 1 h 10 min |
| 8 nov. 2018 | Jaume Munar        | Frances Tiafoe | 4-1, 4-33, 4-1           | 56 min     |
| 8 nov. 2018 | Stéfanos Tsitsipás | Hubert Hurkacz | 4-1, 4-32, 4-1           | 1 h 2 min  |

##### Classement
| Rang poule | Classement ATP Race Next Gen | Joueur             | Match(s) G-P | Set(s) G-P | Jeux G-P |
| ---------- | ---------------------------- | ------------------ | ------------ | ---------- | -------- |
| 1          | 2                            | Stéfanos Tsitsipás | 3 - 0        | 9 - 1      | 39 - 25  |
| 2          | 8                            | Jaume Munar        | 1 - 2        | 6 - 6      | 37 - 37  |
| 3          | 9                            | Hubert Hurkacz     | 1 - 2        | 4 - 8      | 32 - 39  |
| 4          | 5                            | Frances Tiafoe     | 1 - 2        | 3 - 7      | 27 - 34  |

#### Groupe 2
- Alex De Minaur (no 2)
- Taylor Fritz (no 4)
- Andrey Rublev (no 5)
- Liam Caruana (no 8)

##### Résultats
| Horaire     | Vainqueur      | Vaincu        | Score                     | Durée      |
| ----------- | -------------- | ------------- | ------------------------- | ---------- |
| 6 nov. 2018 | Andrey Rublev  | Taylor Fritz  | 4-2, 1-4, 34-4, 4-32, 4-2 | 1 h 56 min |
| 6 nov. 2018 | Alex De Minaur | Liam Caruana  | 4-1, 4-1, 4-2             | 0 h 55 min |
| 7 nov. 2018 | Taylor Fritz   | Liam Caruana  | 1-4, 4-1, 4-39, 4-2       | 1 h 22 min |
| 7 nov. 2018 | Alex De Minaur | Andrey Rublev | 4-1, 35-4, 4-1, 4-2       | 1 h 24 min |
| 8 nov. 2018 | Andrey Rublev  | Liam Caruana  | 4-37, 4-1, 4-2            | 1 h 2 min  |
| 8 nov. 2018 | Alex De Minaur | Taylor Fritz  | 4-38, 4-1, 4-2            | 1 h 10 min |

##### Classement
| Rang poule | Classement ATP Race Next Gen | Joueur         | Match(s) G-P | Set(s) G-P | Jeux G-P |
| ---------- | ---------------------------- | -------------- | ------------ | ---------- | -------- |
| 1          | 4                            | Alex De Minaur | 3 - 0        | 9 - 1      | 39 - 18  |
| 2          | 7                            | Andrey Rublev  | 2 - 1        | 7 - 5      | 36 - 36  |
| 3          | 6                            | Taylor Fritz   | 1 - 2        | 5 - 7      | 34 - 38  |
| 4          | 114                          | Liam Caruana   | 0 - 3        | 1 - 9      | 20 - 37  |

### Phase finale
|  |                 |                 |            |            |            |            |            |                               |                  |                  |            |            |            |            |        |        |
|  | 1/2 finale      | 1/2 finale      | 1/2 finale | 1/2 finale | 1/2 finale | 1/2 finale | 1/2 finale |                               |                  | Finale           | Finale     | Finale     | Finale     | Finale     | Finale | Finale |
|  | 9 novembre 2018 | 9 novembre 2018 | 2 h 10 min | 2 h 10 min | 2 h 10 min | 2 h 10 min | 2 h 10 min |                               |                  |                  |            |            |            |            |        |        |
|  | 9 novembre 2018 | 9 novembre 2018 | 2 h 10 min | 2 h 10 min | 2 h 10 min | 2 h 10 min | 2 h 10 min |                               |                  |                  |            |            |            |            |        |        |
|  | S. Tsitsipás    | (1)             | 4          | 35         | 4          | 2          | 4          |                               |                  |                  |            |            |            |            |        |        |
|  | S. Tsitsipás    | (1)             | 4          | 35         | 4          | 2          | 4          | 10 novembre 2018              | 10 novembre 2018 | 1 h 40 min       | 1 h 40 min | 1 h 40 min | 1 h 40 min | 1 h 40 min |        |        |
|  | Andrey Rublev   | (5)             | 3          | 4          | 0          | 4          | 32         | 10 novembre 2018              | 10 novembre 2018 | 1 h 40 min       | 1 h 40 min | 1 h 40 min | 1 h 40 min | 1 h 40 min |        |        |
|  | Andrey Rublev   | (5)             | 3          | 4          | 0          | 4          | 32         | S. Tsitsipás                  | (1)              | 2                | 4          | 4          | 4          |            |        |        |
|  | 9 novembre 2018 | 9 novembre 2018 | 2 h 2 min  | 2 h 2 min  | 2 h 2 min  | 2 h 2 min  | 2 h 2 min  | S. Tsitsipás                  | (1)              | 2                | 4          | 4          | 4          |            |        |        |
|  | 9 novembre 2018 | 9 novembre 2018 | 2 h 2 min  | 2 h 2 min  | 2 h 2 min  | 2 h 2 min  | 2 h 2 min  |                               |                  | Alex De Minaur   | (2)        | 4          | 1          | 3          | 3      |        |
|  | Alex De Minaur  | (2)             | 35         | 4          | 4          | 34         | 4          |                               |                  | Alex De Minaur   | (2)        | 4          | 1          | 3          | 3      |        |
|  | Alex De Minaur  | (2)             | 35         | 4          | 4          | 34         | 4          |                               |                  |                  |            |            |            |            |        |        |
|  | Jaume Munar     | (6)             | 4          | 1          | 1          | 4          | 2          |                               |                  |                  |            |            |            |            |        |        |
|  | Jaume Munar     | (6)             | 4          | 1          | 1          | 4          | 2          | Match pour la troisième place |                  |                  |            |            |            |            |        |        |
|  |                 |                 |            |            |            |            |            |                               |                  |                  |            |            |            |            |        |        |
|  |                 |                 |            |            |            |            |            |                               |                  | 10 novembre 2018 |            |            |            |            |        |        |
|  |                 |                 |            |            |            |            |            |                               |                  |                  |            |            |            |            |        |        |
|  | Andrey Rublev   | (5)             | 1          | 4          | 2          | 4          | 4          |                               |                  |                  |            |            |            |            |        |        |
|  | Andrey Rublev   | (5)             | 1          | 4          | 2          | 4          | 4          |                               |                  |                  |            |            |            |            |        |        |
|  | Jaume Munar     | (6)             | 4          | 34         | 2          | 4          | 3          |                               |                  |                  |            |            |            |            |        |        |

### Classement final
| Résultat  | Classement ATP Race Next Gen | Joueur             | Match(s) G-P | Set(s) G-P | Jeux G-P |
| --------- | ---------------------------- | ------------------ | ------------ | ---------- | -------- |
| Vainqueur | 2                            | Stéfanos Tsitsipás | 5 - 0        | 15 - 4     | 70 - 50  |
| Finaliste | 4                            | Alex De Minaur     | 4 - 1        | 13 - 6     | 68 - 42  |
| 3e place  | 7                            | Andrey Rublev      | 3 - 2        | 12 - 10    | 65 - 69  |
| 4e place  | 8                            | Jaume Munar        | 1 - 4        | 10 - 12    | 65 - 70  |
| Poules    | 6                            | Taylor Fritz       | 1 - 2        | 5 - 7      | 34 - 38  |
| Poules    | 9                            | Hubert Hurkacz     | 1 - 2        | 4 - 8      | 32 - 39  |
| Poules    | 5                            | Frances Tiafoe     | 1 - 2        | 3 - 7      | 27 - 34  |
| Poules    | 114                          | Liam Caruana       | 0 - 3        | 1 - 9      | 20 - 37  |